# اليوم العالمي للشعر
يحتفل بـاليوم العالمي للشعر في 21 آذار (مارس) من كل عام. وقد أعلنته منظمة اليونسكو عام 1999. والهدف من هذا اليوم هو تعزيز القراءة والكتابة ونشر وتدريس الشعر في جميع أنحاء العالم. في دورة اليونسكو التي أعلن فيها عن هذا اليوم، صُرّح بأن الهدف هو «تجديد الاعتراف وإعطاء زخم للحركات الشعرية الوطنية والإقليمية والدولية».

## التأسيس
يحتفى بهذا اليوم عموماً في شهر تشرين الأول (أكتوبر)، أحياناً في اليوم الخامس منه، لكن في نهايات القرن العشرين، احتَفل العالم به في 15 تشرين الأول (أكتوبر) وهذا اليوم يصادف ذكرى ميلاد ورغيليوس الملحمي الروماني والحائز جائزة أوغستان للأدب. وعليه فقد حافظت العديد من الدول على هذا التقليد بالاحتفال باليوم الوطني للشعر أو اليوم العالمي للشعر في تشرين الأول.

## روابط خارجية
- «اليوم العالمي للشعر 21 آذار» في موقع un.org
- «رسالة اليونسكو ليوم الشعر العالمي» في موقع globalpoetry.org